# Yongdingmen

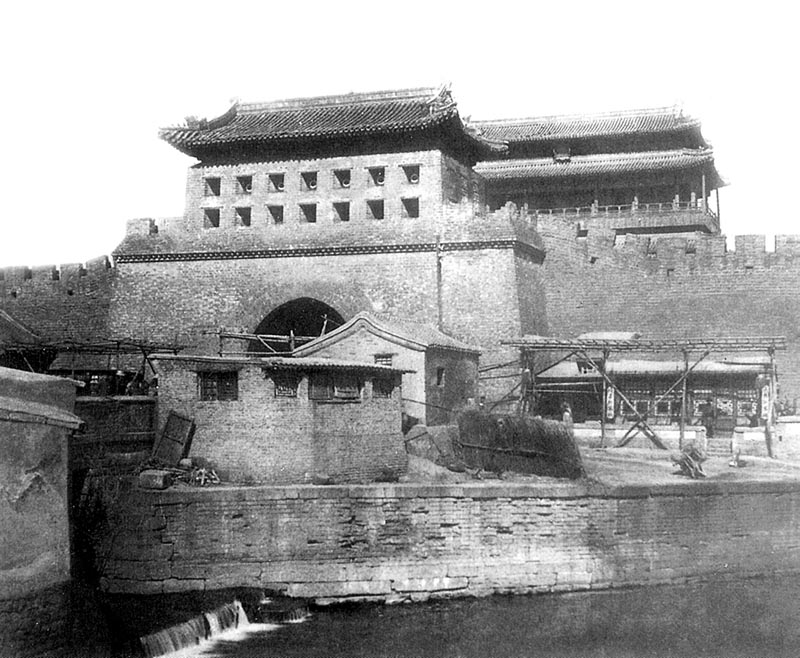
Yongdingmen original en los años 1922. Osvald Sirén

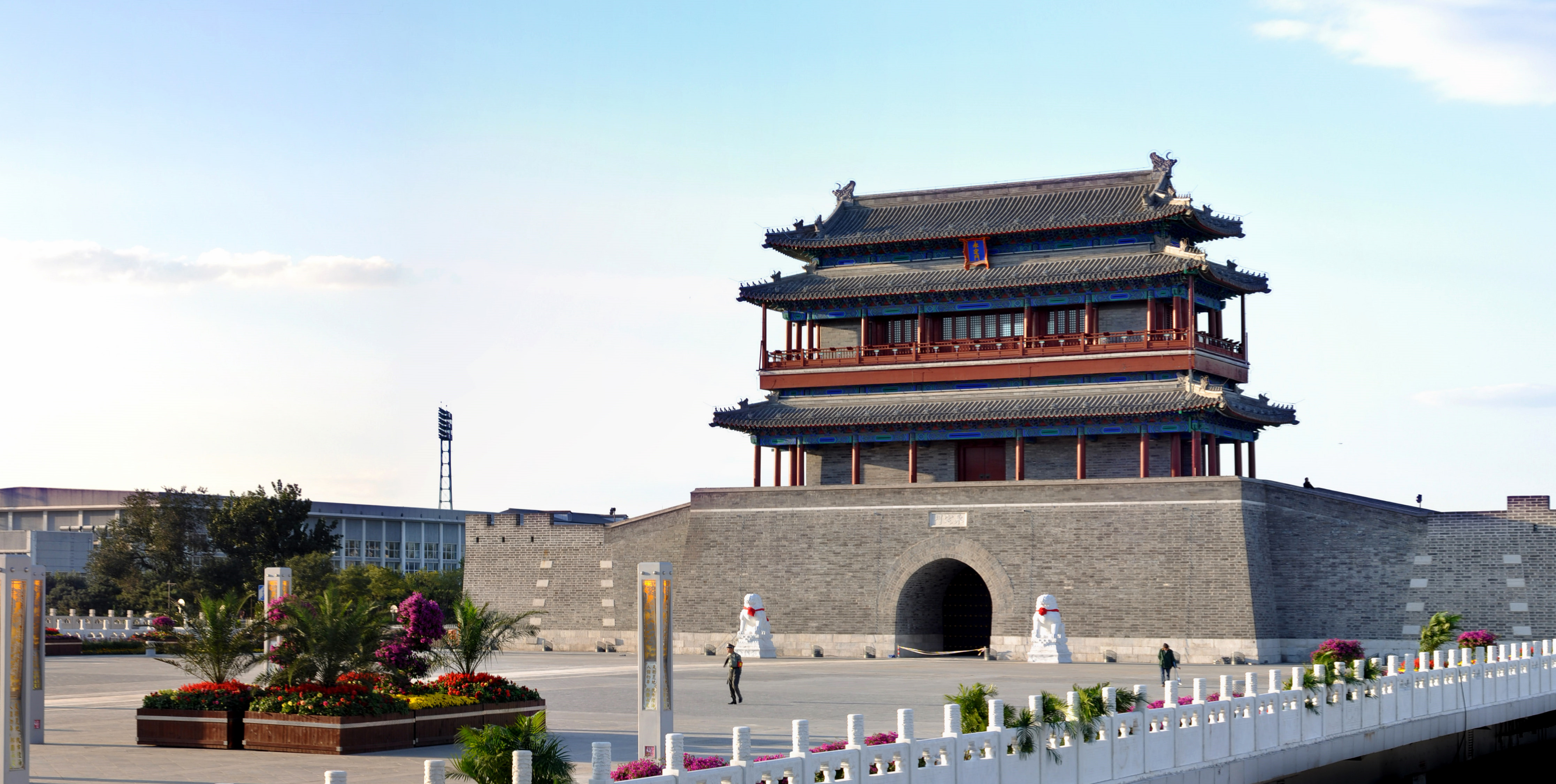
Reconstrucción del año 2005.

Yongdingmen (en chino tradicional, 永定門; en chino simplificado, 永定门; pinyin, Yǒngdìngmén; Manchú: Enteheme toktoho duka) fue la principal puerta de acceso a la ciudad vieja. Construida originalmente en 1552, fue demolida en la década de los 50 para construir el nuevo sistema de carreteras de la ciudad. En 2005, el Yongdingmen fue reconstruido en el mismo lugar que la vieja puerta.